# Jerry Fairbanks
Jerry Fairbanks (ur. 1 listopada 1904 w San Francisco w stanie Kalifornia, zm. 21 czerwca 1995) – amerykański reżyser i producent filmowy.

## Filmografia
reżyser
- 1934: Strange As It Seems #2

producent
- 1931: Strange As It Seems #3
- 1946: The Lonesome Stranger
- 1958: Hi, Grandma!
- 1972: Brink of Disaster!

## Nagrody i nominacje
Został uhonorowany Oscarem, a także otrzymał nominację do Oscara. Posiada również swoją gwiazdę na Hollywoodzkiej Alei Gwiazd.